# Michael Dörfel
Michael Dörfel (* 17. September 1954) war Fußballspieler in Ost-Berlin. Für den 1. FC Union Berlin spielte er kurzzeitig in der DDR-Oberliga, der höchsten Spielklasse des DDR-Fußball-Verbandes.

## Sportliche Laufbahn
Mit sechs Jahren wurde Dörfel in die Kindermannschaft der Ost-Berliner Betriebssportgemeinschaft (BSG) Turbine Wasserwerke aufgenommen. Dort spielte er bis zu seinem zehnten Lebensjahr und wurde danach 1965 von der Nachwuchsabteilung des TSC Berlin, der sich 1966 in den 1. FC Union Berlin umstrukturierte, übernommen.
1973 wurde er zum ersten Mal in einem Pflichtspiel der ersten Männermannschaft eingesetzt. In der Oberligabegegnung Union Berlin – BFC Dynamo (0:2) am 14. April wurde er in der 67. Minute für den Linksaußenstürmer Günter Klausch eingewechselt. Hauptsächlich wurde Dörfel aber in der Bezirksligamannschaft Union II eingesetzt. Die erste Mannschaft stieg nach der Saison 1972/73 in die DDR-Liga ab. Dort kam Dörfel zweimal zum Einsatz, dann wurde er im November 1972 zum 18 Monate dauernden Armeedienst eingezogen. Während dieser Zeit konnte er bei der Armeesportgemeinschaft Vorwärts Cottbus weiterhin Fußball spielen. Ab Mai 1975 spielte er wieder für die Bezirksligamannschaft Union II, mit der er die Saison 1974/75 als Bezirksmeister abschloss. Anschließend wurde er noch in drei Spielen der ersten Mannschaft in der Aufstiegsrunde zur Oberliga eingesetzt, in der Union nur den letzten Platz erreichte und weiter in der DDR-Liga verbleiben musste. 1975/76 spielte Dörfel nur in der Bezirksliga, nach deren Abschluss wieder in zwei Aufstiegsspielen der ersten Mannschaft, die diesmal Zweiter wurde und in die Oberliga zurückkehren konnte. Für die neue Oberligasaison 1976/77 wurde Dörfel von Trainer Heinz Werner nicht vorgesehen, stattdessen spielte mit der Nachwuchsmannschaft in der Nachwuchs-Oberliga.
Nach Abschluss der Saison 1976/77 wurde er vom 1. FC Union ausdelegiert und spielte bis 1978 beim Ost-Berliner Bezirksligisten SG Hohenschönhausen. Von 1978 bis 1982 war in der Ost-Berliner Bezirksliga für die BSG Motor Köpenick aktiv.